# 루트 사막
| 카스피해 페르시아만 호르무즈 해협 메소포타미아 이라크 쿠웨이트 사우디아라비아 아무다리야강 하리강 파키스탄 인더스강 힌두쿠시산맥 바바산맥 아프가니스탄 우르미아호 엘부르즈산맥 코페트다그 투르크메니스탄 나마크호 자그로스(북부) 자그로스(남부) 자얀데루드강 이란 자르드쿠산 제발바레즈 하자란 카비르 사막 루트 사막 헬만드강 하문호 고드자레 시스탄 발루치스탄 |
| 이란고원에서의 루트 사막의 위치 |

루트 사막(Lut Desert)은 이란 남동부의 소금 사막이다. 모래 표면의 온도가 최고 70.6°C로 기록되어 2012년 9월 세계에서 가장 더운 곳으로 선정되었다. 또한 세계에서 25번째로 큰 사막으로, 2016년 7월 17일 유네스코 세계 문화 유산 목록에 포함되었다.
이란 정부에서는 북반구의 여름에 해당되는 6월 부터 8월 까지 출입금지 구역으로 지정하고 관광객들의 출입을 막으며, 북반구의 겨울에 해당되는 12월부터 2월 까지만 관광을 허락하고 있다.
|  |

## 더위
이 곳의 더위는 상상을 초월한다.
- 맨 피부에 햇빛을 쬐면 즉시 화상을 입는다. 따라서 반팔옷과 반바지는 절대 착용해서는 안 된다.
- 물을 자주 마시지 않으면 열사병으로 쓰러진다.
- 금속을 쥐고 있으면 손에 화상을 입는다.
- 타이어에 공기를 가득 채우면 타이어가 터진다.
- 신발의 밑창이 녹아서 떨어진다.
- 바람이 스팀 다리미와 비슷한 수준으로 매우 뜨겁다.

## 같이 보기

### 전 세계 혹한 지역
- 오이먀콘
- 돔 후지 기지
- 모신람
- 체라푼지